# Erbseneule

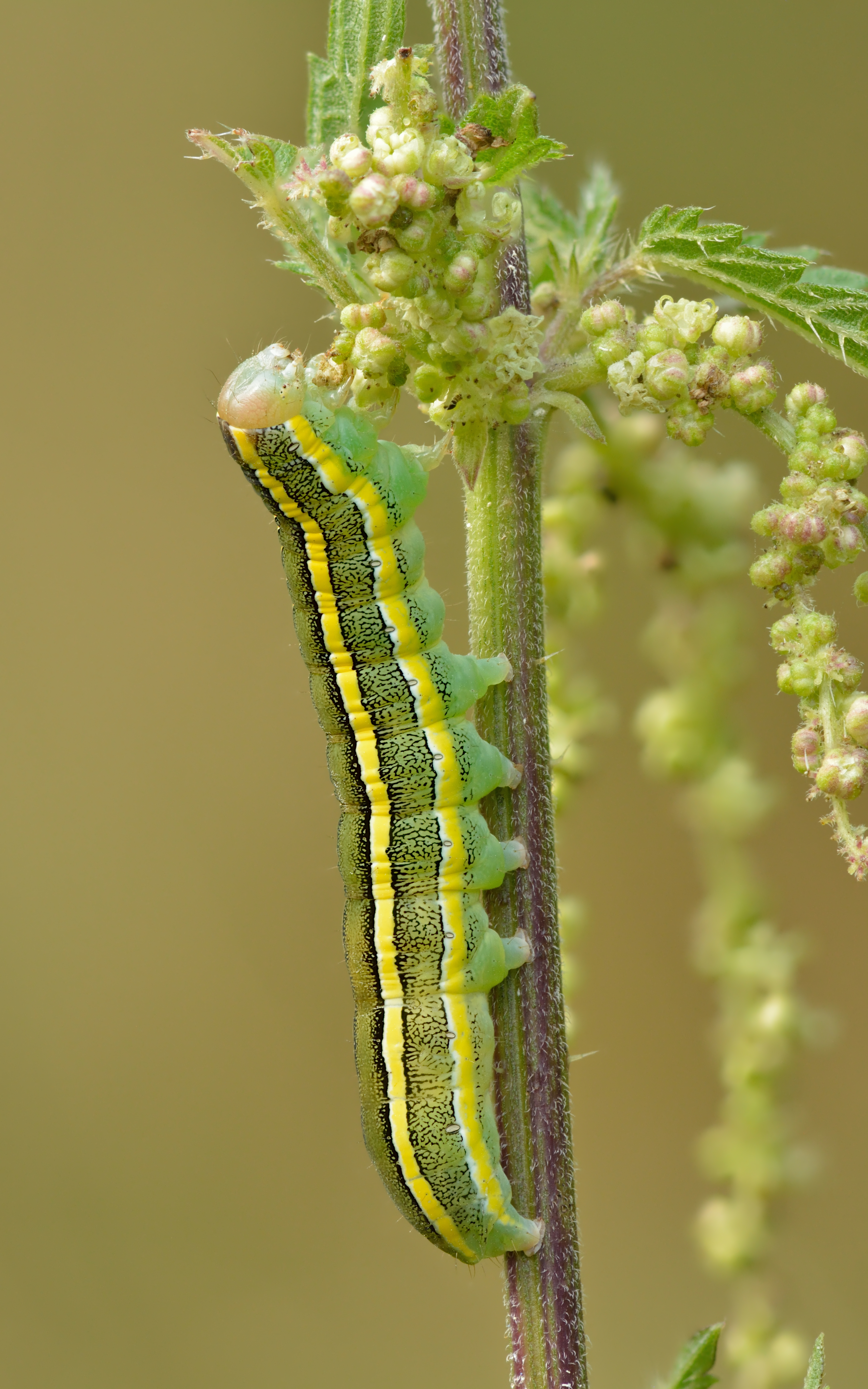
Grüne Farbvariation einer Raupe der Erbseneule

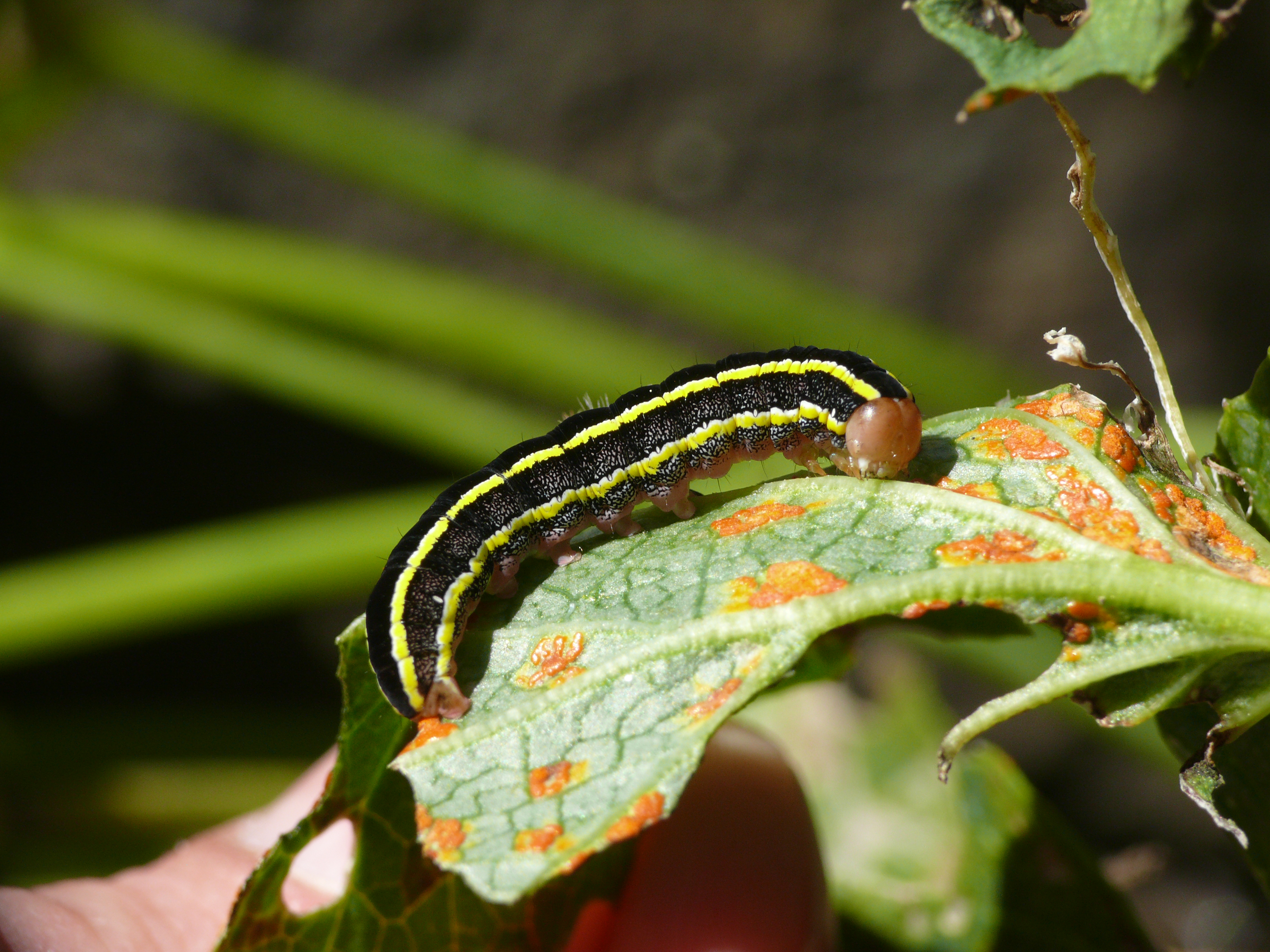
Schwarze Farbvariation einer Raupe der Erbseneule

Die Erbseneule (Ceramica pisi), auch Feldflur-Blättereule, ist ein Schmetterling (Nachtfalter) aus der Familie der Eulenfalter (Noctuidae).

## Merkmale
Die Flügelspannweite der Falter beträgt 30 bis 38 Millimeter (bis 40 mm). Farblich variieren die Vorderflügel in verschiedenen Brauntönen, schimmern aber überwiegend rotbraun. Die helle Wellenlinie mit dem W-Zeichen ist oftmals undeutlich ausgebildet, während der am Innenwinkel der Submarginalregion gelegene weiße Fleck sehr auffällig hervortritt und meist die Form eines v-Zeichens aufweist. Ring- und Nierenmakel sind aufgehellt und schwarzbraun eingefasst. Die Hinterflügel sind einfarbig graubraun, bei den Weibchen etwas dunkler.
Das annähernd runde Ei ist an beiden Enden abgeflacht. Die Oberfläche weist zahlreiche feine Rippen auf. Es ist nach der Ablage zunächst gelblich-weiß und färbt sich später purpurrot.
Die Raupen können in grünen oder rotbraunen Formen auftreten. Eine Rückenlinie fehlt, dagegen sind die breiten hellgelben Nebenrückenlinien und Seitenstreifen sehr auffällig. Der Kopf ist gelblichbraun bis gelblichgrün. Ausgewachsen werden sie bis 45 mm lang.
Die dunkelrotbraune bis schwarzbraune Puppe ist vergleichsweise stark skulptiert mit feinen Streifen und Runzeln. Der längliche, konusförmige Kremaster ist relativ groß mit zwei kräftigen, am Ende etwas verdickten, leicht divergierenden Borsten.

### Ähnliche Arten
Aufgrund des sehr charakteristischen weißen Flecks in der Submarginalregion ist die Art nicht zu verwechseln.

## Geographische Verbreitung und Lebensraum
Die Erbseneule ist durch ganz Europa bis nach Ostasien verbreitet. Im Norden ist sie noch weit über den Polarkreis hinaus anzutreffen, im Süden bis nach Nordspanien, Mittelitalien und Nordgriechenland. In den Alpen steigt sie bis auf eine Höhe von etwa 2000 Meter. Die Art kommt in vielen Lebensräumen vor, z. B. in Wäldern, auf Feldern, Wiesen, Hochmooren sowie in Gärten und Parklandschaften.

## Lebensweise
Die Art hat in der Regel eine univoltine Lebensweise. Die Falter fliegen von Mai bis August. In einigen südlichen Regionen fliegen sie jedoch in zwei Generationen und zwar im Mai und Juni sowie von Juli bis September. Die Falter sind nachtaktiv, besuchen gelegentlich auch Blüten, wie den Schmetterlingsflieder (Buddleja davidii) und kommen gerne an Köder und künstliche Lichtquellen. Die  Eier werden in Gruppen von 20 bis 300 Stück auf den Raupennahrungspflanzen abgelegt. Die Eiraupen schlüpfen nach ungefähr 10 Tagen. Die Raupen ernähren sich von den Blüten und Blättern vieler unterschiedlicher Pflanzen, sind ausgesprochen polyphag. Ahola und Silvonen listen über 140 Arten krautiger Pflanzen, Bäume und Sträucher auf, die als Nahrungspflanzen der Raupen in Betracht kommen. Dazu gehören Binsen- (Juncus), Heidelbeer- (Vaccinium) und Weidenarten (Salix) sowie Erbsen (Pisum sativum) und Bohnen (Phaseolus vulgaris). Gelegentlich können sie im Garten- und Feldanbau schädlich auftreten. Sie sitzen in der Regel offen auf den Nahrungspflanzen, auch ein Grund für die zahlreichen Beobachtungen und große Zahl der Nahrungspflanzen. Die Raupe verpuppt sich in einem Erdkokon im Boden. Die Art überwintert als Puppe.

## Gefährdung
Die Erbseneule ist in Deutschland weit verbreitet und gebietsweise zahlreich anzutreffen, so dass sie auf der Roten Liste gefährdeter Arten als nicht gefährdet gilt.

## Systematik und Taxonomie
Die Art wurde 1758 von Carl von Linné in der 10. Auflage von Systema Naturae erstmals als Phalaena Noctua pisi wissenschaftlich beschrieben. Sie wurde später auch zu den Gattungen Polia Ochsenheimer, 1816 und Mamestra Ochsenheimer, 1816 gestellt. Nach heutigem Stand der Systematik kann pisi Linné, 1758 aber zu keiner von diesen beiden (gültigen) Gattungen gestellt werden. Sie wird heute allgemein zur Gattung Ceramica Guenée, 1852 gestellt.